# 凯尔马里亚叙拉尔
凯尔马里亚叙拉尔（法語：Kermaria-Sulard，法語發音：[kɛʁmaʁja sylaʁ]）是法国阿摩尔滨海省的一个市镇，位于该省西北部，属于拉尼永区。

## 地理
凯尔马里亚叙拉尔（48°46'18"N, 3°22'15"W）面积9.02 平方千米，位于法国布列塔尼大區阿摩尔滨海省，该省份为法国西北部沿海省份，位于布列塔尼半岛北部，北濒大西洋英吉利海峡，西接菲尼斯泰尔省，南至莫尔比昂省，东临伊勒-维莱讷省。
与凯尔马里亚叙拉尔接壤的市镇（或旧市镇、城区）包括：卡姆莱兹、科阿特雷旺、卢阿内克、罗斯佩兹、特雷莱韦恩、特雷泽尼。

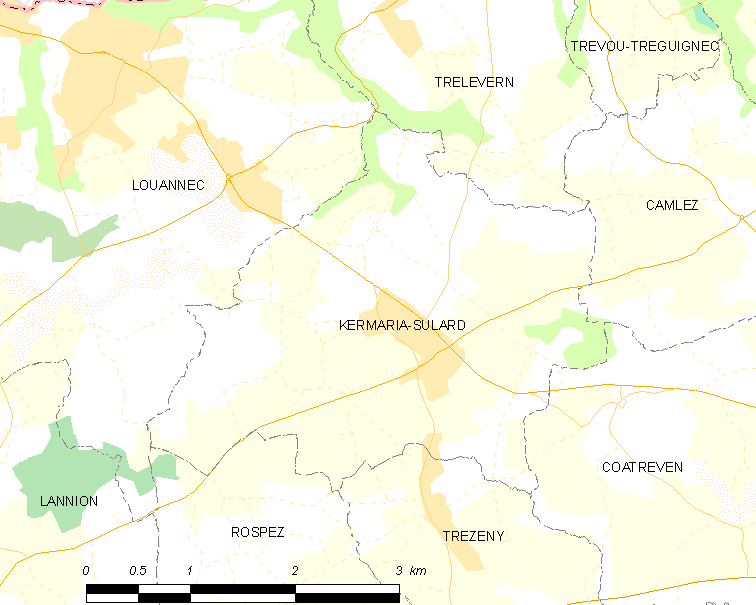
凯尔马里亚叙拉尔的OSM定位图

凯尔马里亚叙拉尔的时区为UTC+01:00、UTC+02:00（夏令时）。

## 行政
凯尔马里亚叙拉尔的邮政编码为22450，INSEE市镇编码为22090。

## 政治
凯尔马里亚叙拉尔所属的省级选区为佩罗斯吉雷克县。

## 人口

1962-2008年间凯尔马里亚叙拉尔人口变化图示

凯尔马里亚叙拉尔于2022年1月1日时的人口数量为1106人。